# هرین خلیفه
هُرّینِ خَلیفه، اِوَتیَّن#لَک
روستایی از توابع بخش مرکزی شهرستان کوهدشت در استان لرستان ایران است. مردمان این دیار از تیره دسنن (دسنوند) ایل اِیوت وند(اِوَتیَّن) (اِتیوند دلفان) می‌باشند.
عمدهٔ جمعیت روستایی هرین در شهرستان کوهدشت ساکن می‌باشند که تقریباً ۳۵۰۰ نفر جمعیت دارند.
روستایی هرین در دامنه کوه چنگری واقع است که ارتفاع آن از سطح دریا در مرتفع‌ترین نقطه آن غار تکه و مخروبه‌های قلعه چنگری متعلق به خورشید شاه، ۱۷۶۰ متر از سطح دریا می‌باشد.

## جمعیت
این روستا در دهستان کوه دشت شمالی قرار دارد و براساس سرشماری مرکز آمار ایران در سال ۱۳۸۵، جمعیت آن ۳۲۹ نفر (۸۱خانوار) بوده‌است.